# Psapharochrus jaspideus
Psapharochrus jaspideus är en skalbaggsart som först beskrevs av Ernst Friedrich Germar 1824.  Psapharochrus jaspideus ingår i släktet Psapharochrus och familjen långhorningar.
Artens utbredningsområde är:
- Paraguay.
- Uruguay.

Inga underarter finns listade i Catalogue of Life.